# مؤلفات مارك توين

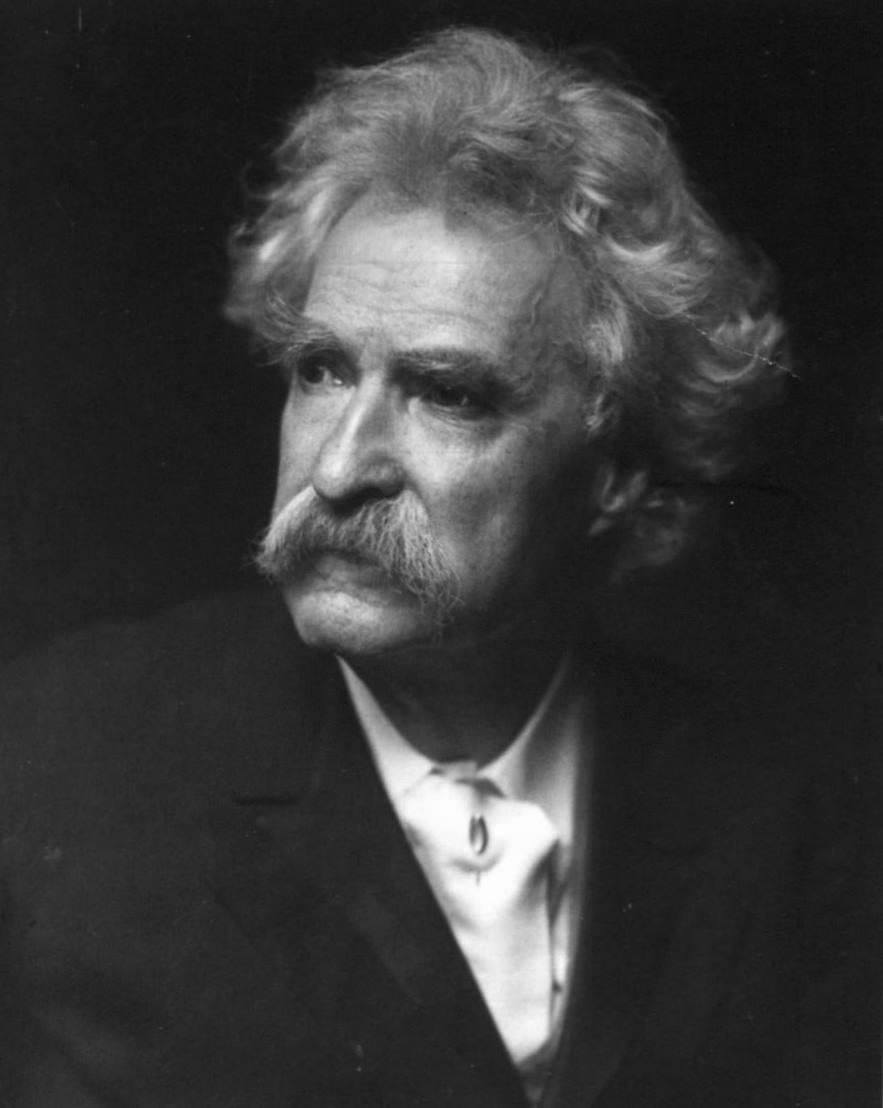
مارك توين

صمويل لانغهورن كليمنس (30 نوفمبر 1835 -21 أبريل 1910)، والمعروف باسمه القلمي مارك توين، كاتب وساخر أمريكي. اشتهر توين بروايته مغامرات هكلبيري فين (1884)، والتي وُصفت بأنها «الرواية الأمريكية العظمى»، ومغامرات توم سوير (1876). كتب الشعر والقصص القصيرة والمقالات والمحتوى غير الخيالي.

## الروايات
- العصر المذهب: حكاية اليوم (1873)
- الأمير والفقير (1881)
- يانكي من كونيتيكت في بلاط الملك آرثر (1889)
- المُدّعي الأمريكي (1892)
- ويلسون المغفل (1894)
- ذكريات جان دارك الشخصية (1896)
- حكاية حصان (1907)
- الغريب الغامض (1916، بعد وفاته)

## توم سوير وهكلبيري فين
- مغامرات توم سوير (1876)
- مغامرات هكلبيري فين (1884)
- توم سوير خارج البلاد (1894)
- المحقق توم سوير (1896)
- «هضبة المدرسة» (6 فصول) في رواية الغريب الغامض (نحو عام 1898، غير مكتملة)
- «هاك فين وتوم سوير بين الهنود» (نحو عام 1884، 9 فصول، غير مكتملة)
- «هاك فين» (1903، غير مكتملة)
- «مؤامرة توم سوير» (10 فصول، غير مكتملة)
- «عصابة توم سوير تخطط لمعركة بحرية» (غير مكتملة)

## آدم وحواء
- «مقتطفات من مذكرات آدم»، جسّدها فريدريك ستروثمان بالصور التوضيحية (1904)
- «مذكرات حواء» جسّدها ليستر رالف بالصور التوضيحية (1906)
- الحياة الخاصة لآدم وحواء: مستخلصة من مذكراتهما، ومترجمة من النصوص الأصلية (هاربر، 1931)، ذات رقم الضبط 31-27192 في مكتبة الكونغرس[2] –دُمجت إصدارات عامي 1904 و1906 كعمل واحد، بناءً على طلب توين في إحدى الرسائل المكتشفة مؤخرًا[3]

## القصص القصيرة
- «الضفدع النطاط الشهير في مقاطعة كالافيراس» (1865)
- «نصيحة للفتيات الصغيرات» (1865)
- «الخادم الأسود للجنرال واشنطن» (1868)[4]
- «أكل لحوم البشر في السيارات» (1868)
- «عملي المنصرم كسكرتير سيناتوري» (1868)[5]
- «قصة شبح» (1870)
- «قصة حقيقية، منقولةً مثلما سمعتها» (1874)[6]
- «بعض الأساطير المستخلصة للفتية والفتيات الطيبين» (1875)
- «قصة الفتى الصغير السيئ» (1875)
- «قصة الفتى الصغير الطيب» (1875)
- «كابوس أدبي» (1876)
- «جريمة قتل، ولغز، وزواج» (1876)
- «حكاية البائع المتجول» (1876)
- «القصة غير الصالحة» (1877)
- «الثورة العظمى في بيتكيرن» (1879)[7]
- «1601: محادثة بجانب المدفئة الاجتماعية، في العصر التيودوري» (1880)
- «الفيل الأبيض المسروق» (1882)
- «الحظ» (1891)
- «التوأمان الاستثنائيان» (1892)
- «غراميات عذراء من الأسكيمو» (1893)
- «ورقة نقدية بقيمة مليون جنيه» (1893)
- «الرجل الذي أفسد هادليبرغ» (1900)
- «قصة المحقق المزدوج» (1902)
- «حكاية كلب» (1904)
- «صلاة الحرب» (1905)
- «خرافة» (1909)
- «زيارة الكابتن ستورمفيلد إلى الجنة» (1909)
- «حبيبتي الأفلاطونية» (1912، بعد وفاته)
- «سرقة الأمير أوليومارغرين»[8] (2017، بعد وفاته)